# Ђароле (Алесандрија)
Ђароле (итал. Giarole) је насеље у Италији у округу Алесандрија, региону Пијемонт.
Према процени из 2011. у насељу је живело 702 становника. Насеље се налази на надморској висини од 102 м.

## Становништво
| 1931. | 1936. | 1951. | 1961. | 1971. | 1981. | 1991. | 2001. | 2011. |
| ----- | ----- | ----- | ----- | ----- | ----- | ----- | ----- | ----- |
| 922   | 848   | 838   | 835   | 784   | 731   | 723   | 690   | 720   |